# Fordon (podatek)
Fordon – dawniej podatek pobierany przy wpływaniu na Wisłę z jej lewych dopływów (m.in. z Brdy).
Od niego wzięła nazwę jedna z dzielnic Bydgoszczy, Fordon. Jego nazwa pochodzi od słów „furda”, „forda” oznaczających bród.